# Дебютантът
„Дебютантът“ (на английски: The Rookie) е спортна драма от 2002 г. на режисьора Джон Лий Ханкок и е продуциран от „Уолт Дисни Пикчърс“. Филмът е базиран на истинската история за Джим Морис, който дебютира във Главната лига по бейзбол на 35-годишна възраст. Във филма участват Денис Куейд в ролята на Морис, заедно със Рейчъл Грифитс, Джей Ернандес, Ангъс Т. Джоунс и Брайън Кокс.